# Tanyoprymnus moneduloides
Tanyoprymnus moneduloides (лат.) — вид песочных ос из подсемейства Bembicinae (триба Bembicini), единственный в составе монотипического рода Tanyoprymnus Cameron, 1905. Северная Америка: США. Среднего размера осы с крупными глазами, чьи внутренние края сближаются книзу. Мандибулы без зубцов. Усики булавовидные, сходные у обоих полов. Аролиум на передних ногах у самок крупнее, чем на второй и третьей паре ног. Брюшко без явного стебелька. Пигидиальная пластинка самок мелко и плотно сетчатая, как у представителей родов Alysson и Tachytes. Гнездятся в песчаной почве на глубине 10—20 см. Охотятся на равнокрылых насекомых, фулгороидных цикадок (Dictyopharidae) (например, на Scolops sulcipes (Say)) и других. В 1996 году российские гименоптерологи Аркадий Степанович Лелей и Павел Геннадьевич Немков выделили род Tanyoprymnus вместе с родами Ammatomus, Kohlia, Sphecius и Handlirschia в отдельную подтрибу Handlirschiina Nemkov & Lelej, 1996.